# 9161 Beaufort
9161 Beaufort este o planetă minoră (asteroid), cu un diametru de 6,309 km, din centura de asteroizi. A fost descoperită pe 26 ianuarie 1987 la Observatorul European Austral de Eric Walter Elst și a fost numită după Francis Beaufort⁠(d). 
Obiectul prezintă o orbită caracterizată de o semiaxă mare de 2,6587869 UAi, o excentricitate de 0,13, o înclinație de 14,06194 ° în raport cu ecliptica.